# Muricella argentea
Muricella argentea is een zachte koraalsoort uit de familie Acanthogorgiidae. De koraalsoort komt uit het geslacht Muricella. Muricella argentea werd in 1910 voor het eerst wetenschappelijk beschreven door Nutting. 